# Pseudoterpna fasciata
Pseudoterpna fasciata är en fjärilsart som beskrevs av Louis Beethoven Prout 1912. Pseudoterpna fasciata ingår i släktet Pseudoterpna och familjen mätare. Inga underarter finns listade.